# Dos au mur (série télévisée)
Pour les articles homonymes, voir Burn out et Dos au mur.
Pour la série danoise, voir Les Initiés (série télévisée).
Dos au mur est une série télévisée policière française en vingt épisodes de 52 minutes, créée par Cécile Gérardin, Hassan Mébarki et Charlotte Pailleux et diffusée à partir du 7 janvier 2015 sur Chérie 25. La série a pourtant été tournée en 2012 et 2013.

## Synopsis
Cette série policière est ancrée autour de la salle d’interrogatoire. Elle met en scène, à travers le prisme de la Garde à Vue, le quotidien de quatre policiers et d’un médecin légiste d’une unité pilote de garde à vue de Grenoble.
À sa tête, le Capitaine Inès Barma. Expérimentée et efficace, elle reprend trop tôt du service après une longue absence. Traumatisée par son enfance, elle s’est ainsi construite une vie en huis clos ou Inès la femme, fait face à Inès la flic…
Elle est confrontée à Delprat, nouveau jeune lieutenant de police ambitieux qui saura exploiter les failles d’Inès pour sa carrière.
Dos au mur : un huis clos dont personne ne sort indemne – ni le suspect, ni le flic.

## Fiche technique
- Sociétés de production : Mascaret Films et Project Images Films
- Productrices : Bénédicte Lesage et Ariel Askénazi (pour Mascaret Films) et Gilbert Hus (pour Project Images Films)
- Réalisation : Aurélien Poitrimoult (épisodes 1 à 5), Didier Delaitre (épisodes 11 à 15), Pierre-Yves Touzot (épisodes 16 à 20)

## Distribution

### Acteurs principaux
- Anne Caillon : Capitaine Inès Barma
- François-David Cardonnel : Lieutenant Grégory Delprat
- Lise Schreiber : Lieutenant Leila Gendret
- Ludovic Berthillot : Lieutenant Bernard Lederman
- Florence Denou : Dr Anouk Dumont

### Acteurs récurrents
- Ibrahim Koma : Scoubi

## Épisodes
La série comprend deux saisons de dix épisodes chacune.
Saison 1
1. Sous le vernis
2. Par inadvertance
3. Ludo
4. Avoir la foi
5. Une nuit au commissariat
6. La mort de l'ange
7. Coma convenu
8. Borderline
9. Jusqu'au bout
10. En alerte

Saison 2
1. Claustrophobia
2. Fratricide
3. Ave Satanas
4. Paternité
5. Caillassage
6. Surmenage
7. Descendance
8. Un coin de paradis
9. Péché mortel
10. C'est pour mieux te manger